# Ernest Albert Garlington
Ernest Albert Garlington, ameriški general, * 20. februar 1853, † 16. oktober 1934.
Bil je eden iz osmih Custerjevih vojakov, ki so pozneje dosegli čin brigadnega generala.

## Življenjepis
Šolal se je na Univerzi Georgije (1869–1872) in diplomiral je leta 1876 na Vojaški akademiji ZDA.
Kot član 7. konjeniškega polka se je odlikoval v bitki pri Ranjenem kolenu, zakar je prejel medaljo časti.
Med letoma 1901 in 1917 je bil Generalni inšpektor Kopenske vojske ZDA.

## Arlington
Pokopan je na Nacionalnem pokopališču Arlington. 

## Pregled vojaške kariere
Napredovanja
- drugi poročnik, 7. konjeniški polk: 15. junij 1876
- prvi poročnik: 25. junij 1876
- stotnik: 3. december 1891
- major: 2. januar 1895
- podpolkovnik: 7. julij 1898
- polkovnik: 1. marec 1901
- brigadni general: 1. oktober 1906

Odlikovanja
- medalja časti: 26. september 1893